# Trzmiel olbrzymi
Trzmiel olbrzymi (Bombus fragrans) – owad z rodziny pszczołowatych. W Polsce uznany za gatunek wymarły.

## Wygląd
Największy trzmiel w Europie, królowe mogą osiągać ponad 3 cm długości ciała. Podstawowe ubarwienie obu płci jasnorudobrązowe, z czarną głową i przepaską pomiędzy nasadami skrzydeł . Spód ciała czarno ubarwiony, w odróżnieniu od podobnego trzmiela ozdobnego.

## Biologia
Gatunek stepowy, typowym miejscem gniazdowania są nory susłów. Kolonia liczy zwykle ok. 50-100 robotnic.

## Ochrona
W Polsce objęty ochroną częściową.